# عرشه

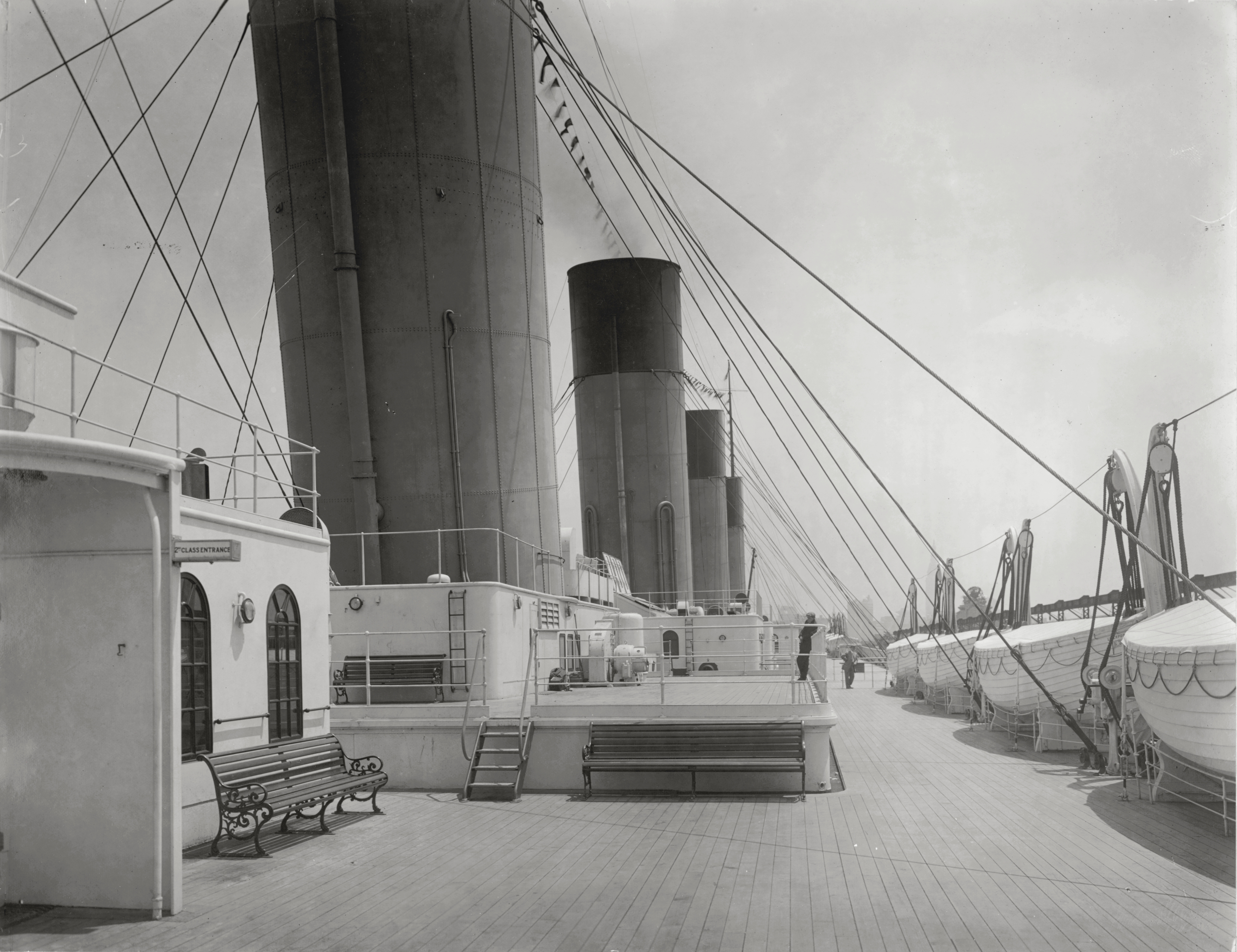
عرشه یک کشتی

عرشه (به انگلیسی: Deck) سطح یا طبقه‌ای است که روی بدنه کشتی یا شناورهای دیگر را می‌پوشاند. برخی شناورها(همچون کشتی های خودروبر)ممکن است چند عرشه دارند. عرشه اصلی نقشی در استحکام سازه کشتی دارد، گرچه برای انبار کردن کالا و ملزومات و حرکت خدمه نیز بکار می‌رود.